# Kyriakos Charalambidis

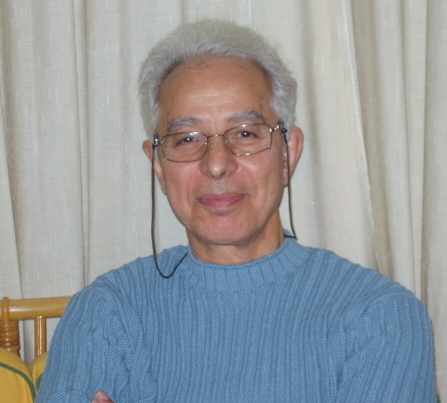
Kyriakos Charalambidis, 2008

Kyriakos Charalambidis, griechisch Κυριάκος Χαραλαμπίδης (* 31. Januar 1940 in Achna/Düzce, Famagusta) ist ein zyperngriechischer Autor.

## Leben
1940 im Dorf Achna bei Famagusta geboren. Er studierte Geschichte und Archäologie in Athen, hörte Theater- und Rundfunkwesen-Vorlesungen in Athen und München. Zunächst war er als Gymnasiallehrer tätig, heute lebt und arbeitet er in Nikosia, bis vor kurzem als Direktor des Kulturressorts des Zyprischen Rundfunks. Seine ersten Gedichte veröffentlichte er 1961. Seine neueste Gedichtsammlung Prüfstein erschien 2000. Man muss das Werk von Charalambidis, das durch die Brisanz seiner Themen und seinen modernen Stil gekennzeichnet ist, als Gesamtwerk betrachten, denn wie er sagt: "Ein Buch schreiben wir".

## Werke
- Hier, wo das Wunder noch wirkt – Stationen der zyprischen Dichtung. Gedichte (griech.-deutsch), zus. mit Vassilis Michailidis und Kostas Montis, Übers. Hans Eideneier. Romiosini Verlag, Köln 2000.